# محمد أباد صالحان (كبغيان)
محمد أباد صالحان (بالفارسية: محمدآباد صالحان) هي قرية تقع في إيران في قسم كبغيان الريفي. يقدر عدد سكانها بـ 42 نسمة .